# Цвиккауэр Дамм (станция метро)
«Цвиккауэр Дамм» (нем. Zwickauer Damm) — станция Берлинского метрополитена, расположенная на линии U7 между станциями «Вуцкиаллее» (нем. Wutzkyallee) и «Рудов» (нем. Rudow) вблизи пересечения улицы Нойкёльнер Штрассе (нем. Neuköllner Straße) и проспекта Цвиккауэр Дамм.

## История
Открыта 2 января 1970 года в составе участка «Бриц-Зюд» — «Цвиккауэр Дамм».

## Архитектура и оформление
Двухпролётная колонная станция мелкого заложения. Архитектор — Райнер Г. Рюммлер. Сооружена по типовому проекту и оформлена аналогично соседним станциям «Липшицаллее» и «Вуцкиаллее». Путевые стены облицованы прямоугольной кафельной плиткой жёлтого цвета, на высоте человеческого роста проходит полоса светло-серого кафеля. Колонны облицованы тёмно-коричневым кафелем. Станция имеет один выход, расположенный в центре платформы, который ведёт в одноэтажный наземный вестибюль.